# Fort Raleigh National Historic Site
Le Fort Raleigh National Historic Site est un site historique national américain dans le comté de Dare, en Caroline du Nord. Créé le 5 avril 1941 et géré par le National Park Service, il protège le fort Raleigh, un ouvrage en terre hérité de la colonie de Roanoke. Il est inscrit au Registre national des lieux historiques depuis le 15 octobre 1966.
Quelques sentiers parcourent le site, parmi lesquels le Thomas Hariot Trail, dont le nom honore Thomas Harriot. Le Waterside Theatre est un théâtre en plein air où est jouée une pièce de Paul Green portant sur la colonie mystérieusement disparue.